# Lord Ahriman
Lord Ahriman, właściwie Micke Svanberg (ur. w listopadzie 1972 w Luleå) – szwedzki muzyk, kompozytor i instrumentalista, a także grafik. Micke Svanberg znany jest przede wszystkim z wieloletnich występów w grupie muzycznej Dark Funeral, której był współzałożycielem. Muzyk współpracował ponadto z zespołami Wolfen Society oraz Merciless. 
Jego pseudonim pochodzi od imienia Arymana. Svanberg jest żonaty, ma dwójkę dzieci. Muzyk praktykuje satanizm.

## Dyskografia
Dark Funeral
- The Secrets of the Black Arts (1996, No Fashion Records)
- Vobiscum Satanas (1998, No Fashion Records)
- Diabolis Interium (2001, No Fashion Records)
- Attera Totus Sanctus (2005, Regain Records)
- Angelus Exuro Pro Eternus (2009, Regain Records)

Inne
- Wolfen Society - Conquer Divine (EP, 2001, House of Death Records, gościnnie)
- Merciless - Merciless (2003, Black Lodge Recording, okładka i oprawa graficzna)

## Filmografia
- Black Metal: A Documentary (2007, film dokumentalny, reżyseria: Bill Zebub)